# Ankazomborona
Ankazomborona est une commune urbaine malgache située dans la partie centre-est de la région de Boeny.

## Parcs nationaux
Située à 23 km du Parc national d’Ankarafantsika, célèbre pour sa biodiversité.

## Routes
Traversée par la Route nationale 4 (RN4) qui relie Mahajanga à Antananarivo.

## Démographie
Population : En 2001, la population d'Ankazomborona était estimée à 25 000 habitants.
Organisation administrative : La commune est composée de 16 fokontany (villages) :
Ankazomborona, Madirovalo, Amboromalandikely, Madiromiongana, Ambondromamy, Mahabibo, Besaonjo, Betaramahamay, Ambonara, Morafeno Barrage, Mahatazana, Ambohimahabibo, Belinta, Antanambao-Bemikimbo, Ankazomahitsy, et Beronono.

## Économie

### Agriculture
60% de la population vit de l’agriculture.
La culture du riz est prédominante, suivie par le maïs et le manioc.

### Élevage
30% de la population pratique l’élevage pour subvenir à leurs besoins.

#### Pêche
5% des habitants se consacrent à la pêche, notamment grâce à la proximité de la baie et des cours d’eau.

#### Services
Représentent également 5% des emplois dans la commune

## Environnement naturel
Baie d’Ambaro : C’est un site Ramsar protégé pour sa biodiversité marine et ses écosystèmes côtiers.
Parc national d’Ankarafantsika : Ce parc abrite de nombreuses espèces endémiques, des forêts sèches et des habitats riches en faune et flore.
Ressources en eau : Les rivières et lacs fournissent un accès important à l’eau, tant pour l’agriculture que pour la pêche.

## Autres faits notables
La RN4 facilite les échanges commerciaux et la mobilité entre les grandes villes comme Antananarivo et Mahajanga.
La commune est stratégiquement située à proximité de nombreux écosystèmes importants, ce qui peut jouer un rôle dans le développement touristique et la préservation de l’environnement.